# Perdus dans la neige
Perdus dans la neige (Wolf in the Snow) est un livre illustré réalisé par Matthew Cordell en 2017. Le livre a été accueilli favorablement par la critique et a remporté la médaille Caldecott de 2018. L'histoire a établi des comparaisons avec des contes de fées comme Le Petit Chaperon rouge. Le livre, presque sans textes, raconte l'histoire d'une petite fille et d'un jeune loup qui se perdent dans une tempête de neige. Cordell utilise des techniques d'illustration distinctes pour la fille et le loup.

## Résumé
Dans ce livre d'images, presque sans paroles, une fille et un jeune loup se perdent lors d'une tempête de neige. Les deux se rencontrent alors que la tempête se termine et la fille ramasse le louveteau et suit les appels des loups qu'elle entend, rencontrant des dangers en cours de route. Après avoir rendu le loup à sa mère, la fille se perd et tombe. Les loups hurlent pour permettre à l'un des parents qui cherchent l'enfant de savoir où la trouver. Les seuls mots présents sont des onomatopées reflétant les sons et les actions de l'histoire.

## Thèmes et illustrations
Plusieurs critiques ont noté les parallèles entre Perdus dans la neige et des contes de fées comme Le Petit Chaperon Rouge,,. Cette allusion était quelque chose à laquelle Cordell pensait. Le concept du livre a commencé avec le dessin d'une fille en manteau rouge dans un champ blanc regardant un loup. « J'ai aimé la combinaison graphique de couleurs du noir, du rouge et du blanc. J'ai aimé le suspense créé par l'enfant et le loup et la question sans réponse de ce qui se passait ou ne se passait pas ou de ce qui allait se passer entre les deux ». Les critiques ont également noté la valeur de la loyauté  et de la gentillesse renvoyée par les loups.
Cordell a utilisé des aquarelles mélangées de manière « libre » pour les illustrations. Il y a un contraste marqué dans les dessins entre la façon dont la fille, qui est dessinée « presque caricaturale[ment]» et le réalisme effrayant des loups. L'importance et le rôle de la typographie du livre ont conduit à le comparer avec les bandes dessinées.

## Accueil et récompenses
Perdus dans la neige a reçu des critiques positives et a été noté sur les listes des meilleurs de l'année. Écrivant pour le School Library Journal, Peter Blenski a appelé le livre : « Une aventure réconfortante pour aider les autres, mieux partagé en tête-à-tête pour examiner les images engageantes » et a attribué au livre une étoile. Maggie Reagan, dans une critique pour Booklist, a également noté un commentaire similaire disant que le livre « est une histoire tendre, pleine de gentillesse et de coopération ». Dans une autre critique, Kirkus Reviews a décrit le livre comme étant « profondément satisfaisant » et « garde les lecteurs accrochés jusqu'à la fin ». Il a également reçu des critiques du Horn Book Guide, du Horn Book Magazine  et de Publishers Weekly. Il a également été cité comme un des meilleurs livres de 2017 par National Public Radio qui a noté que « Cordell offre aux jeunes lecteurs une fable de rêve avec beaucoup à dire sur l'établissement de liens en dehors de votre zone de confort ». Dans Horn Book Magazine, School Library Journal, Kirkus, le Boston Globe et Huffington Post, il a été appelé « une nouvelle parabole pour notre temps ».
L'American Library Association a décerné au livre sa médaille Caldecott 2018 en citant que ses « éléments de conte de fées et un sens aigu de la couleur et de la géométrie offrent une histoire captivante et chargée d'émotion ». Le président du comité des prix, Tish Wilson, a déclaré : « Les membres du comité étaient étonnés qu'un livre d'une simplicité trompeuse puisse être une histoire de survie aussi dramatique ». Dans son discours d'acceptation du prix, Cordell a révélé que la première illustration qui donna naissance à l'histoire est nait de sa déception qu'un livre précédent de lui, Hello! Hello!, n'avait pas été reconnu pour le Caldecott.

## Publication
La version française est publiée en octobre 2018 aux éditions  Le Genévrier.
- Matthew Cordell (trad. de l'anglais, ill. Matthew Cordell), Perdus dans la neige [« Wolf in the Snow »], La Garenne-Colombes, Le Genévrier, 25 octobre 2018, 48 p. (ISBN 978-2-3629-0043-3, BNF 45604792)